# Article de sport
Ne doit pas être confondu avec Équipement sportif.

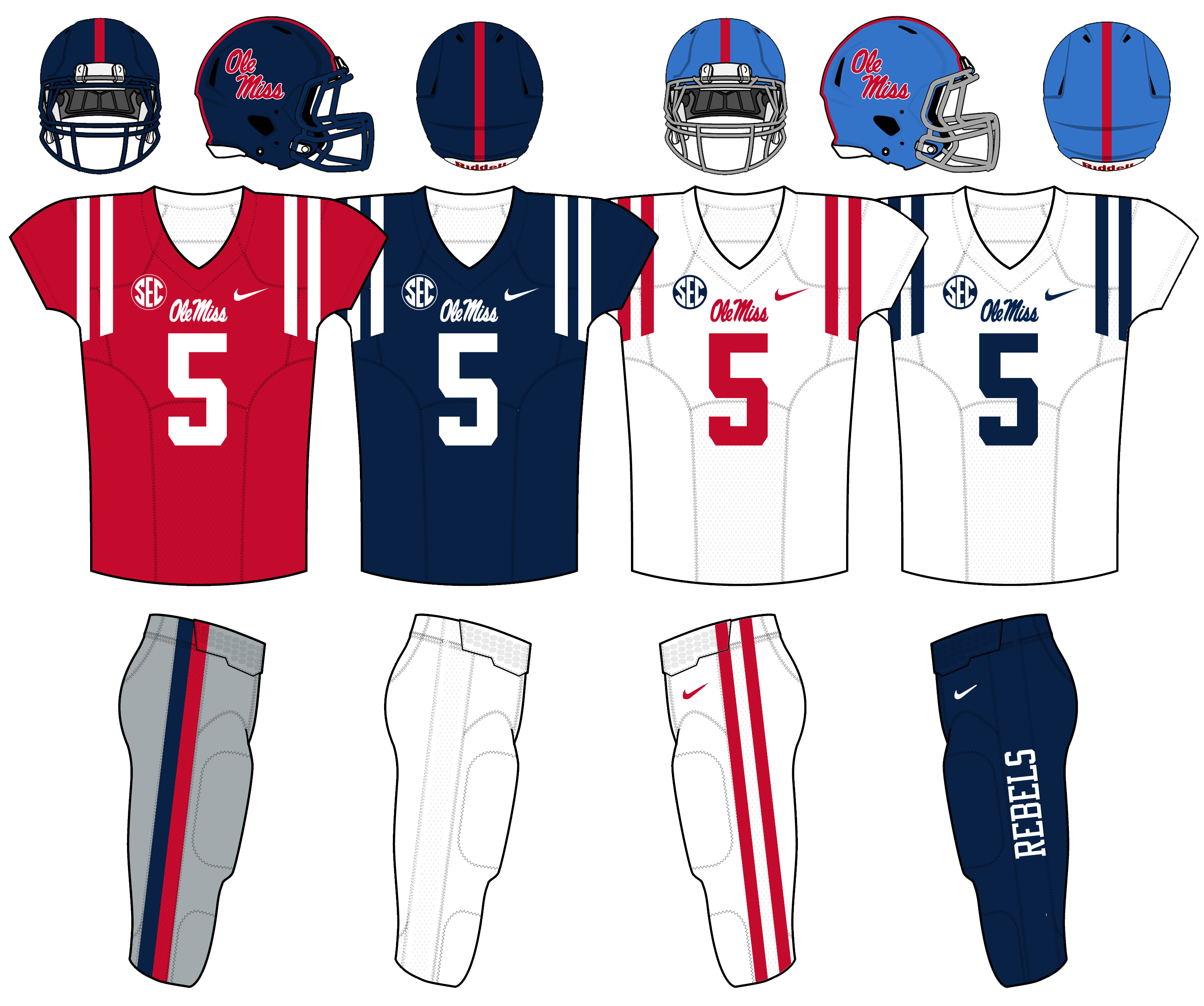
Tenues football américain (casques, maillots et shorts).

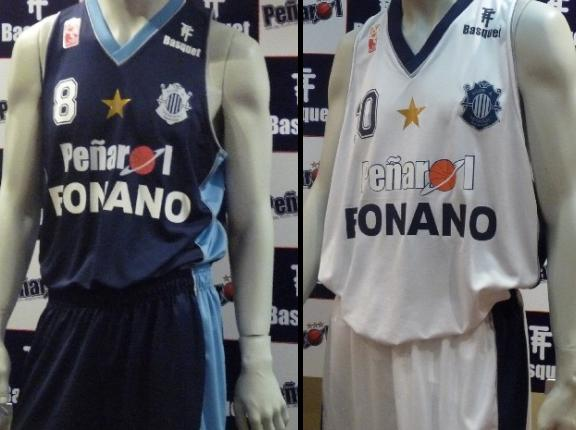
Des tenues de basket-ball (maillots et shorts).

Un article de sport est un équipement individuel  ou collectif utilisé pour pratiquer un sport quelconque, que ce soit un vêtement (vêtement de sport) ou un matériel sportif (chaussure de sport, ballon de football, boule de billard, raquette de tennis, batte de baseball, paire de ski, piolet d'alpinisme, panneau de basket-ball, cible de tir à l'arc, matériel de randonnée, etc.).
Ne pas confondre avec le terme équipement sportif, qui désigne un aménagement spatial ou une construction permettant la pratique d'un ou plusieurs sports.

## Exemples d'articles de sport

### Ballons dans le sport

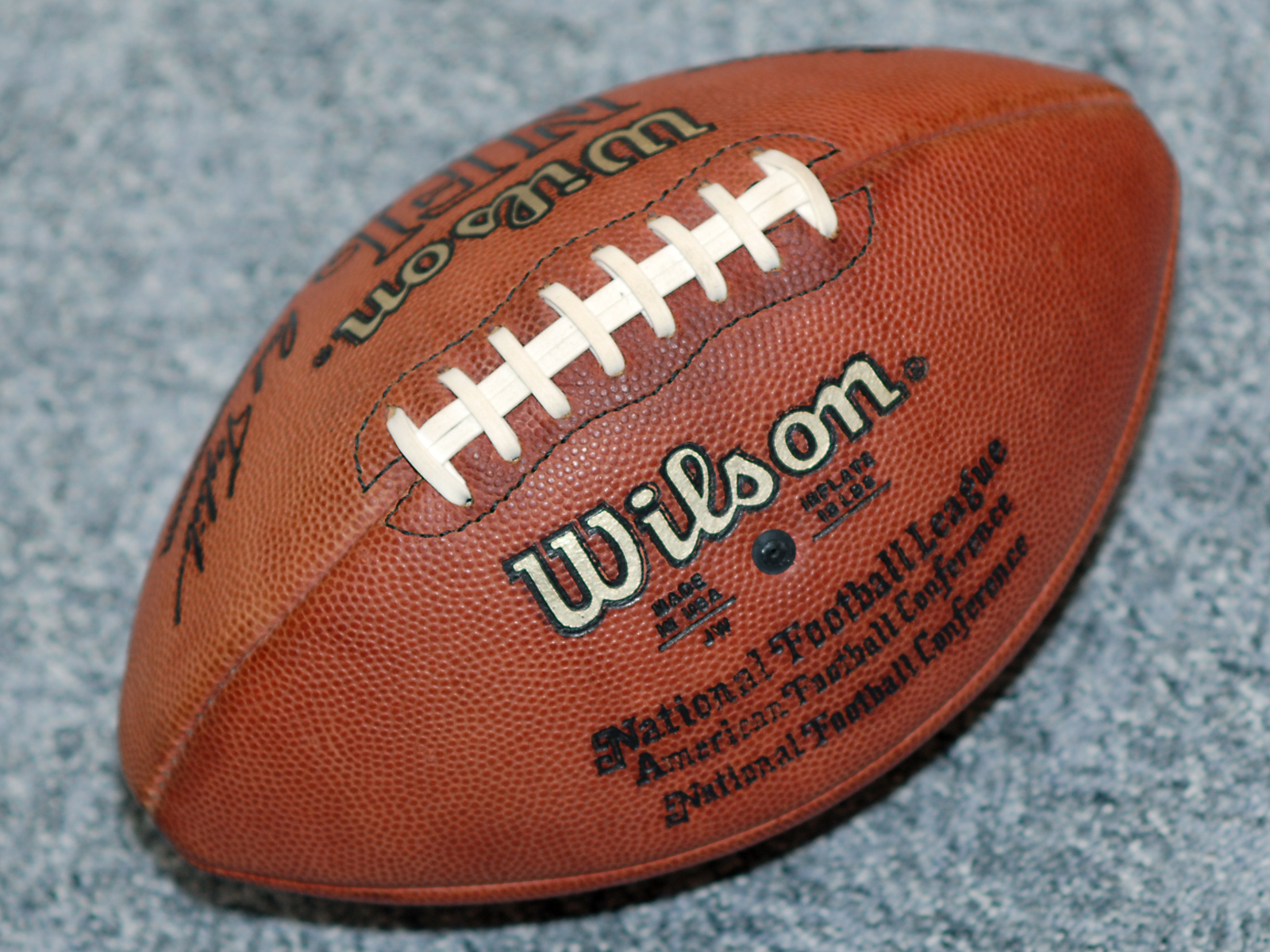
Ballon officiel de la ligue de football américain, de 1990 à 2005.

Inclus dans de nombreux sports collectifs tels que le basket-ball ou le football, le ballon constitue généralement l'objet central du sport concerné, devant généralement être d'une manière ou une autre placé dans une zone précise du terrain adverse appelée but, souvent elle-même matérialisée par une structure spécifique (cage, panier).

### Équipements de musculation et Fitness
Ils comprennent les haltères et barres à disques, les steps, les swiss balls et de façon plus générale les bancs et appareils de musculations que l'on peut retrouver dans une salle de musculation. Ils peuvent également comporter des agrès simples tels que les barres de tractions et les barres parallèles.

### Équipements de pied
Ils comportent notamment :

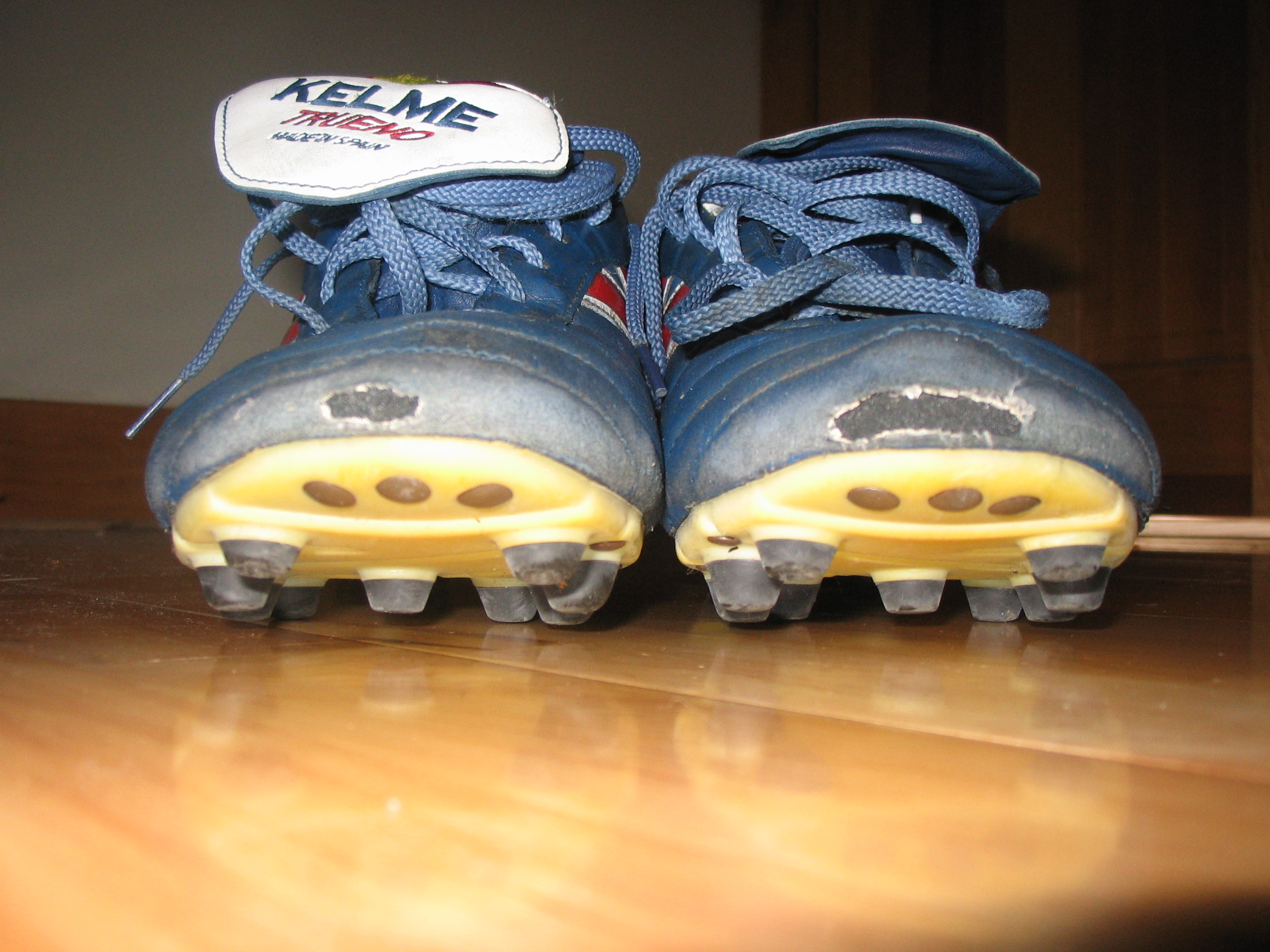
Chaussures de football à crampons.

- les planches de snowboard, kitesurf, skateboard, et autres planches de sport de glisse ;
- les patins à glace comme à roues ;
- les skis ;
- les chaussures spécifiques à un sport.

### Équipements de protection
Ils comportent les plastrons, casques, gants de boxe, le protège-dents et toutes les autres pièces de protection des zones du corps susceptibles de recevoir ou donner des chocs lors de la pratique des sports concernés, allant des sports de combat aux sports extrêmes en passant par le rugby et les autres sports impliquant des contacts violents.

### Raquettes, battes et crosses

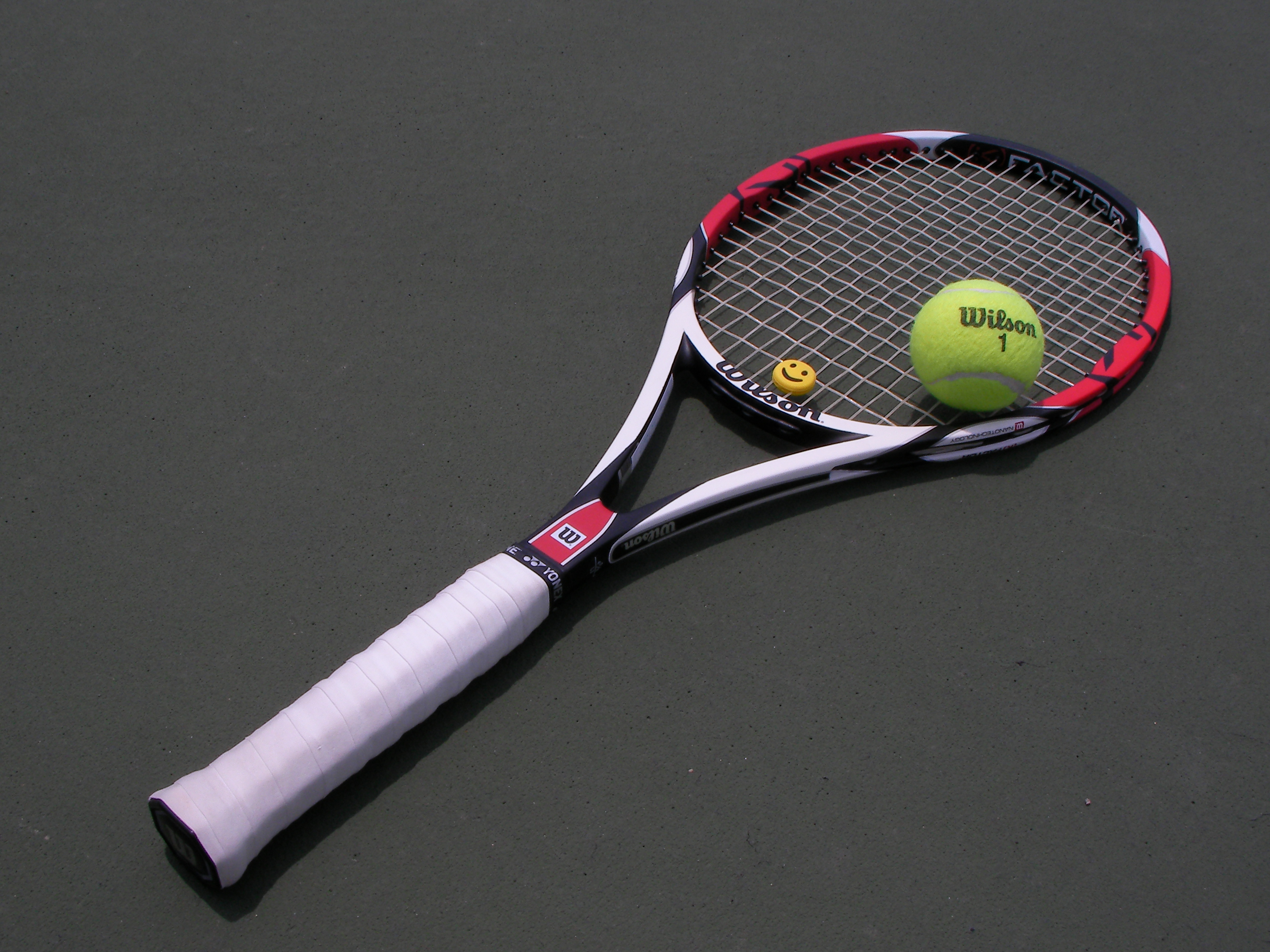
Une raquette de tennis et la balle correspondante.

Elles sont utilisées par le joueur comme un élément de contrôle ou de percussion d'une balle, un palet ou un volant :
- crosse de hockey sur glace ou sur gazon ;
- raquette de tennis ou de badminton ;
- batte de baseball.